# Apalocnemis
Apalocnemis is een geslacht van insecten uit de familie van de dansvliegen (Empididae), die tot de orde tweevleugeligen (Diptera) behoort.

## Soorten
- A. hirsuta Melander, 1946
- A. oreas Melander, 1946